# Червен бъз
Червеният бъз (Sambucus racemosa) е храст, висок до 5 m. Включен е в списъка на лечебните растения съгласно Закона за лечебните растения.
Младите клонки са голи, светлокафяви и гладки, а сърцевината червеникава. Пъпките през есента са зелени, а през зимата червенокафяви. Листата са сложни, нечифтоперести с 3 до 9 ланцетни листчета, които са заострени на върха и остро назъбени. Цветовете са жълтобели, събрани с яйцевидни съцветия. Плодовете са червени и сочни. Среща се по влажните места в средния и горния пояс до 1800 m.